# 上七軒通

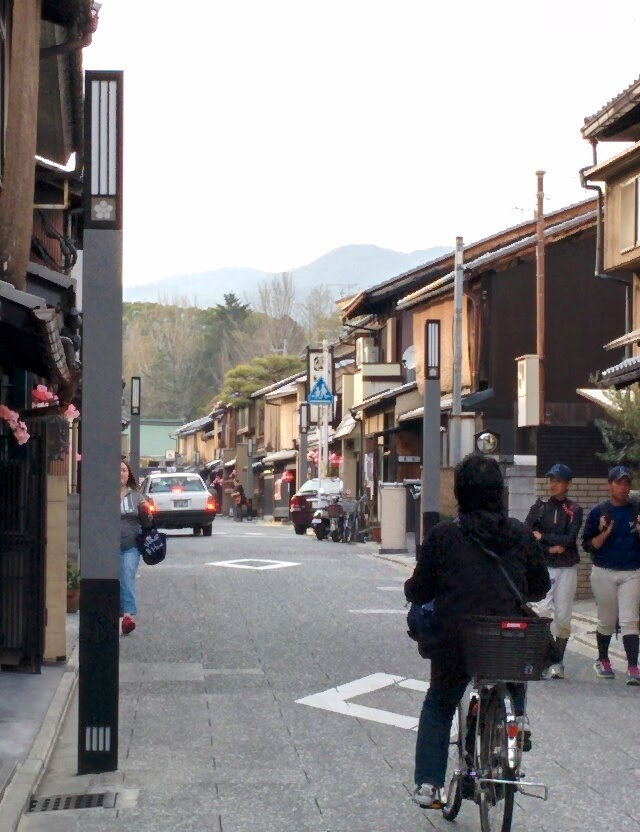
上七軒通

上七軒通（かみしちけんどおり,かみひちけんどおり）は京都市上京区の東西の通りの一つ。七本松通と今出川通の交差する上七軒交差点から西やや北へ、北野天満宮東門前の御前通と五辻通の交差点に至る。全て上七軒の中である。

## 沿道の主な施設
- 上七軒
- 北野天満宮